# كاليف براودر
كان كاليف براودر (بالإنجليزية: Kalief Browder؛ ولد 25 مايو 1993، توفي 6 يونيو 2015) شابًّا أمريكيًّا أسود العرق من ذا برونكس في نيو يورك، سُجن على جزيرة رايكرز بلا محاكمة ما بين عامي 2010 و2013 بدعوى سرقة حقيبة ظهر تحتوي على أغراض ثمينة. أثناء سجنه، مكث بروادر في الحبس الانفرادي لمدة عامين. بعد عامين من إطلاق سراحه، شنق براودر نفسه في منزل والديه.
تم الاستشهاد بقضيته من قبل النشطاء الذين يناضلون من أجل إصلاح نظام العدالة الجنائية في مدينة نيو يورك، وقد جذبت قضيته اهتمامًا واسع النطاق في السنوات التي أعقبت وفاته. في عام 2017، أنتج مغني الراب جاي-زي مسلسلًا وثائقيًا قصيرًا بعنوان «تايم: قصة كاليف براودر». في يناير 2019، قامت مدينة نيو يورك بتسوية دعوى مدنية مع عائلة براودر مقابل 3,3 مليون دولارًا. 